# Cayennekiebitz
Der Cayennekiebitz (Hoploxypterus cayanus) ist eine Vogelart aus der Familie der Regenpfeifer (Charadriidae), die in den Anden Südamerikas vom östlichen Kolumbien und östlich Ecuador bis ins zentrale Bolivien, dem nordöstlichen Paraguay und dem südöstlichen Brasilien vorkommt. Der Bestand wird von der IUCN als nicht gefährdet (Least Concern) eingeschätzt.

## Merkmale
Der Cayennekiebitz erreicht ein Körpergewicht von 54,0 bis 85,0 g eine Körperlänge von etwa 21 bis 24 cm. Im Vergleich zum Bronzekiebitz und Andenkiebitz ist er ein relativ kleiner Kiebitz. Er ähnelt in einigen Aspekten Vögeln der Gattung Charadrius, hat aber lange rote Beine und schwarze Handwurzelsporne. Sein Gefieder ist gezeichnet durch ein kräftiges schwarz, weiß und braungraues Muster. Eine schmale weiße Linie umgibt den dunklen Oberkopf. Vom vorderen Oberkopf bis zum Nacken ist er tiefschwarz mit etwas weiß am vorderen Oberkopf. Ein schmales schwarzes Brustband zieht sich über die ansonsten weiße Unterseite. Markante längliche schwarz und weiße Bänder ziehen sich unterhalb der Schulterfedern. Große weiße Flügelbänder erstrecken sich über die Armschwingen und großen Handdecken. Beide Geschlechter ähneln sich. Es gibt keinen saisonalen Gefiederwechsel. Jungtiere sehen wie ausgewachsene Vögel aus, haben aber eine braunere Maske, ein kleineres, dunkelgraues Brustband und graubraune Oberseite mit zimtfarbenen Fransen. Dazu sind die Markierungen an den Schulterfedern weniger auffällig.

## Lautäußerungen
Der Cayennekiebitz erzeugt ein angenehmes zweisilbiges Ki-oo, wobei der hintere Teil etwas tiefer klingt. Dieses hört sich beim Abebnen schärfer, röhrender und kürzer an und klingt beispielsweise wie wi-wju. Beim wellenförmigen Balzflug gibt er häufig ein wiederholtes kli von sich.

## Fortpflanzung
Von Mai bis Juli wurde Balzverhalten des Cayennekiebitzes beobachtet. In Kolumbien wurde im Juli ein Nest mit Eiern entdeckt, in den venezolanischen Llanos ein weiteres Nest mit Eiern im März. Im Nordosten Venezuelas entdeckte man flugunfähige Jungtiere im Juni und im Juli. Zum Balzverhalten gehören Vögel, die beim Rufen über den Köpfen der Weibchen einen eigentümlichen Wellenflug fliegen. Ebenso werben sie mit ausgebreiteten Flügeln um die Gunst des Weibchens. Das Nest ist eine leichte, nicht ausgekleidete Vertiefung im Boden. Die Eier bedeckten sie mit Sand, wenn sie das Nest unbeaufsichtigt verlassen. Ein Gelege besteht aus zwei bis drei olivfarben bis gelbbraunes Eiern mit dunkleren Markierungen an den dickeren Enden des Eies. In Brasilien wurden im Winter und im August geschlüpfte Küken entdeckt.

## Verhalten und Ernährung
Das Ernährungsverhalten des Cayennekiebitzes ist wenig erforscht. Meist gehören Insekten wie Schnabelkerfen, Wanzen, Hautflügler und Käfer zu seiner Beute, aber auch Tausendfüßer. Außerdem wurde von Schnecken und Krebstieren als Nahrungsquelle berichtet.

## Verbreitung und Lebensraum

Verbreitungsgebiet (grün) des Cayennekiebitzes

Der Cayennekiebitz bevorzugt Wattflächen und Sandbänke an Savannen-Teichen und -Flüssen in Waldgebieten. Man trifft ihn aber ebenso entlang der Meeresküsten. In Ecuador wurde er in Höhenlagen bis 850 Meter und in Bolivien sogar bis 2600 Metern beobachtet. In Südamerika kommt er östlich der Anden, vom Osten Kolumbiens, dem Osten Ecuadors, über Venezuela und den Guayanas bis an die Mündung des Amazonas und dann südlich bis in den Osten Perus, Bolivien, Paraguay, den Südosten Brasiliens bis Paraná und äußersten Nordosten Argentiniens in der Provinz Misiones vor. Wenige Nachweise gibt es westlich der Anden aus Ecuador.

## Migration
Der Cayennekiebitz ist größtenteils ein Standvogel, obwohl die Bestände in geeigneten Lebensräumen als Reaktion auf Änderungen des Wasserstands in Ecuador deutlich schwanken. Er wandert in der Regenzeit in Venezuela in höher gelegene Gebiete, wobei die Art an der Küste dieses Landes von Oktober bis November präsent ist. Vom März bis April 1998 wurde auch Irrgäste auf Trinidad gesichtet. Auch Beobachtungen aus der Provinz Misiones sind äußerst selten. Die Aufzeichnungen aus West-Ecuador gelten allgemein als Vertreter einer kleinen Population und nicht als Wandervögel.

## Etymologie und Forschungsgeschichte
Die Erstbeschreibung des Cayennekiebitzes erfolgte 1790 durch John Latham unter dem wissenschaftlichen Namen Charadrius cayanus. Als Verbreitungsgebiet gab er Cayenne an. 1856 führte Charles Lucien Jules Laurent Bonaparte die neue Gattung Hoploxypterus ein. Dieser Begriff hat seinen Ursprung in ὁπλον hoplon, deutsch ‚Waffe‘, οξυς oxus, deutsch ‚scharf‘ und -πτερος, πτερον pteros, pteron, deutsch ‚-flügelig, Flügel‘. Der Artname cayanus bezieht sich auf den Funfdort Cayenne. Alfred Laubmann hatte für sein Werk Die Vögel von Paraguay einen Balg, gesammelt von Eugen Josef Robert Schuhmacher (1906–1973) am Río Jejuí Guazú, zur Verfügung. Den einzigen Nachweis in der Literatur sah er für das Departamento Alto Paraná durch Arnaldo de Winkelried Bertoni. Außerdem erwähnte er Paxarito de ribera del armado von Félix de Azara für die Art. Auf dem Label des gesammelten Balges stand ein Vermerk selten in Paraguay.